# Dànilov
Danilov (rus: Дани́лов) és una ciutat i el centre administratiu del districte de Danilovski a l'oblast de Yaroslavl, Rússia. Població: 15.861 (Cens 2010).

## Història
Danilov va ser esmentat per primera vegada en una crònica el 1592 i se li va concedir l'estatus de ciutat el 1777.

## Estatus administratiu i municipal
Dins del marc de les divisions administratives, Danilov serveix com a centre administratiu del districte de Danilovski. Com a divisió administrativa, s'incorpora dins del districte de Danilovski com la ciutat d'importància del districte de Danilov. Com a divisió municipal, la ciutat d'importància del districte de Danilov s'incorpora al districte municipal de Danilovski com a assentament urbà de Danilov.

## Economia
Hi ha una planta productora de formatges i algunes altres indústries.

### Transport

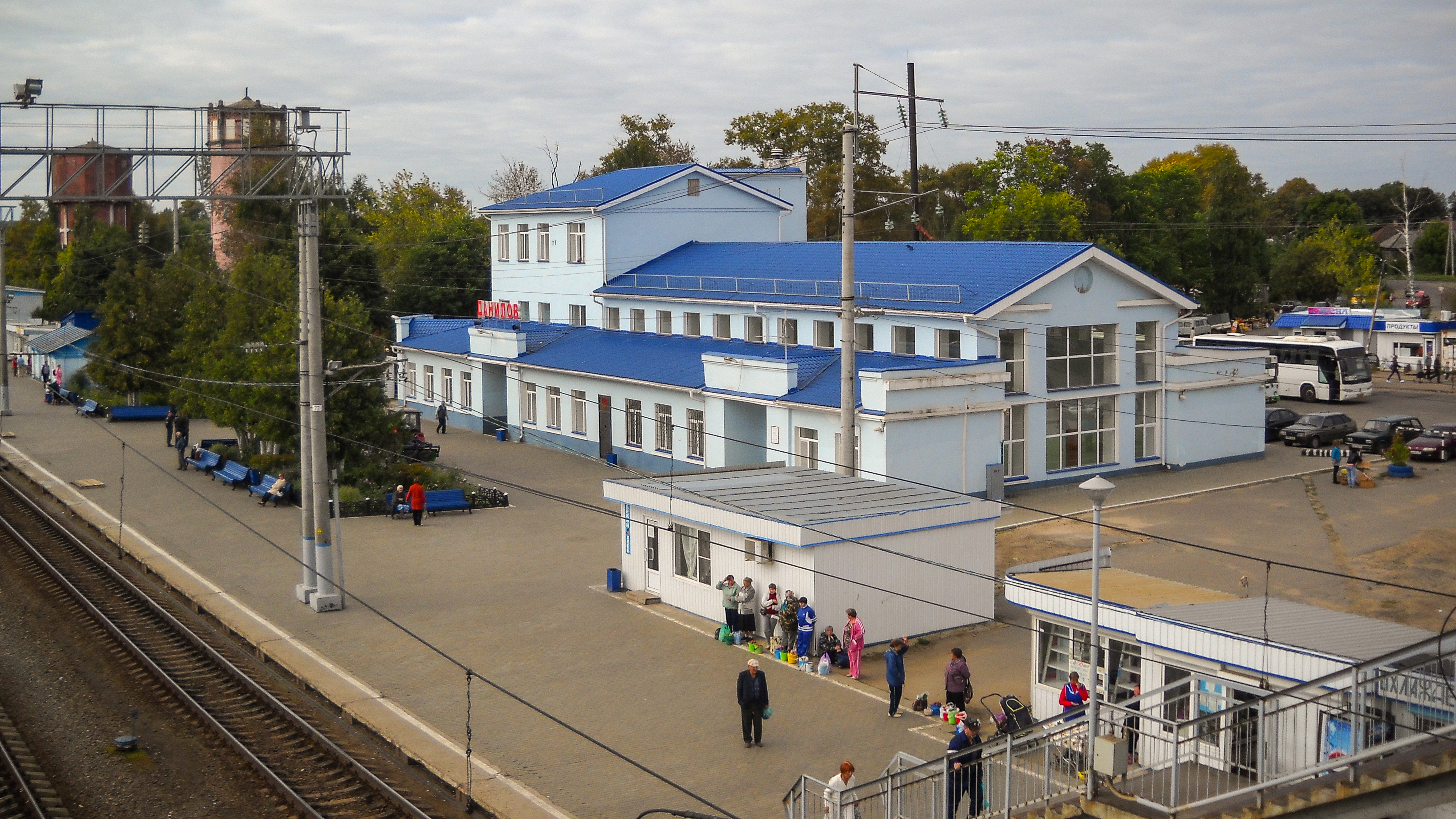
Estació de tren de Danilov

La ciutat es troba a l’autopista M8. També hi ha una gran estació de ferrocarril on les locomotores es canvien del sistema d'electrificació DC 3 kV a AC 25 kV i viceversa. Les línies de ferrocarril van a Iaroslavl, Vólogda i Buï.